# Campeonato Europeo de Lucha de 1982
El XXXIV Campeonato Europeo de Lucha se celebró en Varna (Bulgaria) en el año 1982 bajo la organización de la Federación Internacional de Luchas Asociadas (FILA) y la Federación Búlgara de Lucha.

## Resultados

### Lucha grecorromana
| Evento  | Oro                      | Plata                       | Bronce                        |
| ------- | ------------------------ | --------------------------- | ----------------------------- |
| 48 kg   | Vasili Anikin URSS       | Csaba Vadász · Hungría      | Totio Andonov Bulgaria        |
| 52 kg   | Benur Pashayan URSS      | Gheorghe Ştefan Rumania     | Roman Kierpacz · Polonia      |
| 57 kg   | Petar Balov Bulgaria     | Josef Krysta Checoslovaquia | Mehmet Serhat Karadağ Turquía |
| 62 kg   | Roman Nasibulov URSS     | Panayot Kirov Bulgaria      | Tamás Tóth · Hungría          |
| 68 kg   | Guennadi Ermilov URSS    | Ștefan Negrișan Rumania     | Gerry Svensson · Suecia       |
| 74 kg   | Andrzej Supron · Polonia | Roger Tallroth · Suecia     | Karolj Kasap Yugoslavia       |
| 82 kg   | Aslan Zhanimov URSS      | Andrzej Malina · Polonia    | Ion Draica Rumania            |
| 90 kg   | Igor Kanyguin URSS       | Frank Andersson · Suecia    | Atanas Komchev Bulgaria       |
| 100 kg  | Andrei Dimitrov Bulgaria | Nikolai Inkov URSS          | Jožef Tertelj Yugoslavia      |
| +100 kg | Nikola Dinev Bulgaria    | Prvoslav Ilić Yugoslavia    | Yevgueni Artiujin URSS        |

### Lucha libre
| Evento  | Oro                        | Plata                      | Bronce                         |
| ------- | -------------------------- | -------------------------- | ------------------------------ |
| 48 kg   | László Bíró · Hungría      | Vasili Gogolev URSS        | Šaban Trstena Yugoslavia       |
| 52 kg   | Valentin Yordanov Bulgaria | Lajos Szabó · Hungría      | Osman Efendiyev URSS           |
| 57 kg   | Serguei Beloglazov URSS    | Imre Szalontai · Hungría   | Stefan Ivanov Bulgaria         |
| 62 kg   | Simeon Shterev Bulgaria    | Yusuf Gambaz Turquía       | Buzai Ibraguimov URSS          |
| 68 kg   | Boris Budayev URSS         | Zoltán Szalontai · Hungría | Ivan Yankov Bulgaria           |
| 74 kg   | Martin Knosp RFA           | Pekka Rauhala · Finlandia  | Yuri Vorobiov URSS             |
| 82 kg   | Efraim Kamberov Bulgaria   | Vladimir Modosian URSS     | Peter Syring RDA               |
| 90 kg   | Ivan Guinov Bulgaria       | Piotr Naniyev URSS         | İsmail Temiz Turquía           |
| 100 kg  | Bagrat Chutaba URSS        | Uwe Neupert RDA            | Július Strnisko Checoslovaquia |
| +100 kg | Soslan Andiyev URSS        | János Rovnyai · Hungría    | Adam Sandurski · Polonia       |

## Medallero
| Núm. | País           | Oro | Plata | Bronce | Total |
| ---- | -------------- | --- | ----- | ------ | ----- |
| 1    | URSS           | 10  | 4     | 4      | 18    |
| 2    | Bulgaria       | 7   | 1     | 4      | 12    |
| 3    | Hungría        | 1   | 5     | 1      | 7     |
| 4    | Polonia        | 1   | 1     | 2      | 4     |
| 5    | RFA            | 1   | 0     | 0      | 1     |
| 6    | Rumania        | 0   | 2     | 1      | 3     |
| 6    | Suecia         | 0   | 2     | 1      | 3     |
| 8    | Yugoslavia     | 0   | 1     | 3      | 4     |
| 9    | Turquía        | 0   | 1     | 2      | 3     |
| 10   | Checoslovaquia | 0   | 1     | 1      | 2     |
| 10   | RDA            | 0   | 1     | 1      | 2     |
| 12   | Finlandia      | 0   | 1     | 0      | 1     |
|      | TOTAL          | 20  | 20    | 20     | 60    |